# Saint Bernardin guérissant une fillette
Saint Bernardin guérissant une fillette (en italien : san Bernardino risana da un'ulcera la figlia di Giovanni Petrazio da Rieti soit littéralement « Saint Bernardin guérissant, d'un ulcère, la fille de Giovanni Petrazio da Rieti ») est une huit des tablettes peintes à tempera sur bois (75 × 57 cm) de la série des Miracles de saint Bernardin du Pérugin, datant de 1473, conservée à la Galerie nationale de l'Ombrie à Pérouse.

## Histoire
En  1473 les  frères mineurs de Pérouse commandèrent au Pérugin et à d'autres artistes, huit tablettes pour occulter une niche architecturale où se trouvait une statue du saint dans l'oratorio di San Bernardino.
À l'époque, l'ordre était occupé à diffuser le message religieux et politique de saint Bernardin de Sienne canonisé en 1450, et la série devait en décrire les miracles.
Au moins « cinq mains » participèrent à l'entreprise parmi lesquels des peintres très importants qui acceptèrent néanmoins de respecter le style du projet qui généralement est attribué au Pérugin, malgré son jeune âge et qu'il ne soit « maestro » à part entière que depuis un an inscrit à la compagnia di San Luca de Florence (1472).
Parmi les tablettes, seule celle de Saint Bernardin guérissant une fillette, estimée qualitativement parmi les meilleures de la série, est unanimement attribuée au maître, tandis que les autres ne lui sont reconnues que partiellement ou de manière douteuse comme celle du Miracle de l'enfant mort-né.
La série a été démantelée et son aspect et l'installation originale est encore aujourd'hui très discutée par les historiens de l'art.

## Thème
L'épisode représenté est celui de saint Bernardin guérissant d'un ulcère la fille de Giovanni Petrazio da Rieti. Conformément à l'iconographie chrétienne du saint, il porte et présente le monogramme du Christ IHS gravé sur un disque.

## Description
Les personnages sont rassemblés dans le bas de la composition dont l'architecture remplit les trois-quarts de la hauteur du tableau : au centre la fillette de rouge vêtue est assise, les mains jointes, en face d'elle à droite, le saint est auréolé et agenouillé devant elle, il lui présente le disque gravé du monogramme du Christ, placé entre deux autres frères mineurs vêtus de la robe de bure ; à droite un personnage vêtu de noir, porte chaussures et  pourpoint rouge à rayures, il se tient debout, tournant le dos à la scène sainte, tenant de  sa main droite  le haut d'un long bâton.
Derrière la fillette, trois personnages sont agenouillés, deux (ses parents ?) lèvent les mains au ciel, le troisième a les mains jointes (un ange ?). Sur le bord gauche de la composition, deux personnages  richement habillés derrière eux, l'un est vu entier de dos levant le bras vers la scène, l'autre de profil à moitié représenté.
La scène est située dans un décor constitué par une fastueuse architecture qui écrase les figures, remplissant l'espace de façon régulière par ses colonnades carrées à pilastres décorées de feuillages stylisés, ses chapiteaux anthropomorphes, polychromes et richement décorés. Le centre est occupé au sol par des fonts baptismaux et le fond par une arcade ronde surmonté d'anges. Au-dessus un panneau foncé expose une longue inscription dorée votive se terminant sur la dernière des trois lignes  par la date M.CCCC.LXX.III de la réalisation de la peinture. Encore au-dessus, le ciel apparaît derrière un assemblage doré symétrique de rubans et de cornes couvertes de feuilles.
Le fond s'ouvre sur un calme paysage collinaire pointillé de frêles arbrisseaux, une vallée traversée par un cheminement ondulant (cours d'eau ou chemin), la scène s'estompant au loin dans la clarté du ciel selon le concept de la perspective atmosphérique issue de l'étude du vrai et des exemples de l'école flamande qui, à l'époque, circulaient dans les principales cours princières italiennes.
La composition se termine sur un encadrement à motifs  peints de bijoux et de perles.

## Analyse
La lumière est claire et reposante, les couleurs tenues, les ombres estompées, sur des modèles de Piero della Francesca, réadaptées par le Pérugin selon sa sensibilité.
Les groupes de figure sont disposés symétriquement, avec des figures solides et bien composées se détachant des inspirations tardo-gothiques d'autres tablettes de la série.
Dans le groupe de personnages on note des sujets rappelant ceux d'Andrea del Verrocchio ou du jeune Domenico Ghirlandaio.

## Sources
- (it) Cet article est partiellement ou en totalité issu de l’article de Wikipédia en italien intitulé « San Bernardino risana una fanciulla » (voir la liste des auteurs).